# Amanda (film, 2018)
Amanda je francouzský dramatický film z roku 2018, který režíroval Mikhaël Hers podle vlastního scénáře. Snímek měl světovou premiéru na filmovém festivalu v Benátkách dne 31. srpna 2018.

## Děj
David Sorel je čtyřiadvacetiletý mladý muž, který žije v Paříži a užívá si bezstarostného života. Je blízký své sestře a sedmileté neteři Amandě. Jednoho dne se však jeho sestra stane obětí teroristického útoku a David se musí postarat o Amandu.

## Obsazení
| Vincent Lacoste | David Sorel                     |
| Ophélia Kolb    | Sandrine Sorel                  |
| Stacy Martin    | Léna, Davidova přítelkyně       |
| Marianne Basler | Maud, teta Davida a Sandrine    |
| Jonathan Cohen  | Axel, Davidův přítel            |
| Greta Scacchi   | Alison, matka Davida a Sandrine |
| Bakary Sangaré  | ředitel dětského domova         |
| Nabiha Akkari   | Raja                            |
| Raphaël Thiéry  | Moïse                           |
| Claire Tran     | Lydia                           |
| Elli Medeiros   | Eve, matka Lény                 |
| Zoé Bruneau     | sociální pracovnice             |

## Ocenění
- Mezinárodní filmový festival v Tokiu: Velká cena, cena za nejlepší scénář
- Lumières: nominace v kategoriích nejlepší film, nejlepší herec (Vincent Lacoste)
- César: nominace v kategoriích nejlepší herec (Vincent Lacoste), nejlepší filmová hudba (Anton Sanko)